# Canadees rugby sevensteam (vrouwen)
Het Canadees rugby sevensteam is een team van rugbyers dat Canada vertegenwoordigt in internationale wedstrijden.

## Wereldkampioenschappen
Canada heeft aan elk wereldkampioenschap deelgenomen. In 2013  werd de zilveren medaille behaald.
- WK 2009: 6e
- WK 2013:
- WK 2018: 7e
- WK 2022: 6e

## Olympische Zomerspelen
Canada won brons op het Olympische debuut van Rugby Seven.
- OS 2016:
- OS 2020: 9e
- OS 2024: